# ジョイ!
『ジョイ!』は宝塚歌劇団の作品。 

## 宝塚大劇場公演
形式名は「グランド・ショー」。20場。

### 花組
公演期間は1971年3月26日から4月27日まで。
併演は『花は散る散る』。

#### スタッフ
- 作・演出：小原弘亘
- 作曲・編曲：入江薫・寺田瀧雄・吉崎憲治・小坂務・中川昌
- 音楽指揮：橋本和明
- 振付：岡正躬・喜多弘・県洋二・山田卓・	司このみ
- 装置：石浜日出雄
- 衣装：任田幾英
- 照明：今井直次
- 小道具：万波一重
- 効果：川ノ上智洋
- 音響監督：松永浩志
- 演出補：大関弘政
- 演出助手：太田哲則
- 制作：大谷真一

#### 主な出演
- 歌う紳士：甲にしき
- 歌う淑女：竹生沙由里・八汐みちる
- 歌う男：水はやみ・薫邦子・瀬戸内美八
- 金髪の女：亜矢ゆたか
- 踊る女：近衛杏・三井魔乎・藍えりな
- 歌う女：諏訪みどり

### 雪組
公演期間は1971年4月28日から5月27日まで。
併演は『ペーター一世の青春』。
続演。

#### スタッフ
- 作・演出：小原弘亘
- 音楽指揮：溝口堯
- 制作：小辻糺

#### 主な出演
- 歌う紳士：郷ちぐさ・汀夏子
- 歌う淑女：高宮沙千・玉梓真紀・橘さつき
- 金髪の女：美高悠子
- 歌う男：景千舟・順みつき
- 踊る女：司このみ・摩耶明美

## 東京宝塚劇場公演
花組公演。
主なスタッフに小原弘亘がいる。
公演期間は1971年6月5日から6月28日まで。
併演は『花は散る散る』。